# Rolls-Royce Phantom IV
Rolls-Royce Phantom IV är en personbil, tillverkad av den brittiska biltillverkaren Rolls-Royce mellan 1950 och 1956.
Phantom IV var en superlyxversion av den sexcylindriga Silver Wraith och såldes uteslutande till kungligheter och andra statschefer. Endast 18 bilar byggdes mellan 1950 och 1956.
Bilen delade teknik med den mindre syskonmodellen, men hade längre hjulbas. Den var försedd med en åttacylindrig version av Rolls-Royce:s modulmotor. Cylindermåtten var desamma som hos tidiga Silver Wraith: 88,9 x 114,3 mm, vilket ger en cylindervolym på 5675 cm³.
Varje bil var försedd med en unik kaross, specificerad av kunden. Första bilen gick till Storbritanniens dåvarande tronföljare Elisabeth och markerade en brytning med brittiska hovets traditionella leverantör Daimler.